# Bataille de Sunnawa
Insurrection de Boko Haram
Batailles
La bataille de Sunnawa a lieu le 15 janvier 2020 pendant l'insurrection de Boko Haram.

## Déroulement
En janvier 2020, des combats éclatent entre l'État islamique en Afrique de l'Ouest et les forces de Boko Haram d'Abubakar Shekau. Ils commencent par une attaque des hommes de l'État islamique contre un camp de Boko Haram dans le village de Toumour, dans la région de Diffa, au Niger. Les hommes de l'EI capturent 13 femmes lors du raid, puis retournent au Nigeria, dans la région du lac Tchad. Mais les combattants de Boko Haram retrouvent leurs traces et les attaquent le 15 janvier dans le village de Sunnawa, dans le district d'Abadam, près de la frontière avec le Niger. L'AFP indique que selon une source « les combats ont été intenses et les pertes de deux côtés ont été très importantes », mais « l'opération n’a pas réussi et les femmes sont toujours sous le contrôle de leurs ravisseurs ».